# Sakıp Sabancı Müzesi

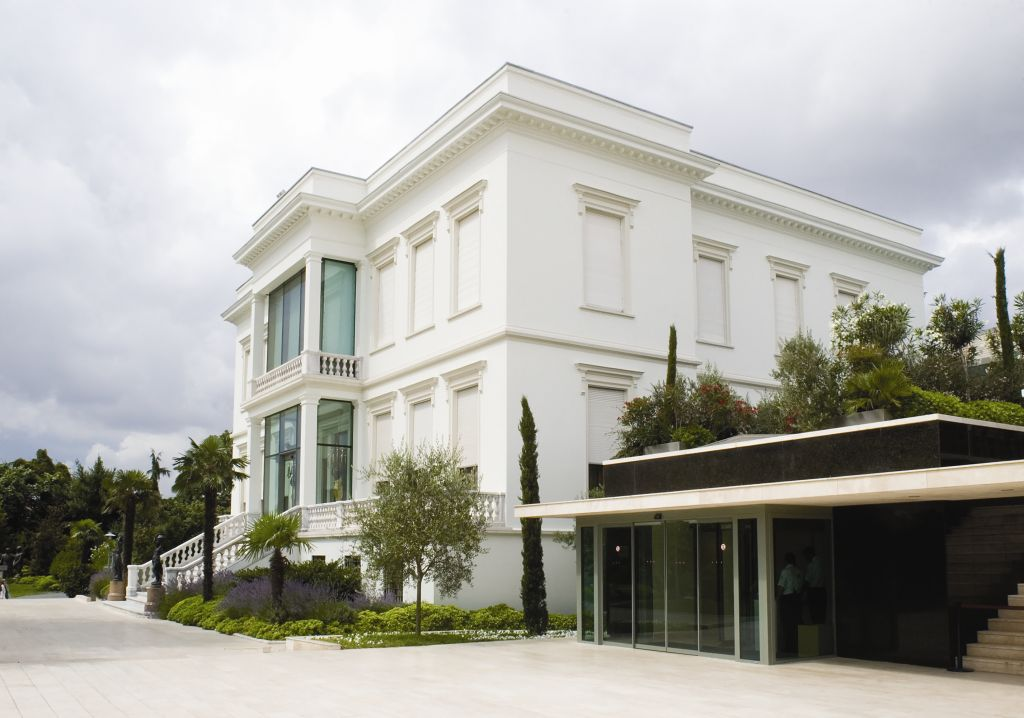
Im „Atlı Köşk“ befindet sich heute das Museum

Das Sakıp Sabancı Müzesi (dt. Sakıp-Sabancı-Museum) ist ein privates Kunstmuseum in Istanbul. Es wurde von Sakıp Sabancı gegründet und im Juni 2002 eröffnet. Das Museum beherbergt eine Sammlung islamischer Kunst und Malerei des Osmanischen Reiches.

## Lage
Das Museum liegt leicht zurückgesetzt von der Sabancı Caddesi am Ufer des Bosporus in einem Park im Istanbuler Stadtteil Sarıyer.

## Geschichte des Gebäudes

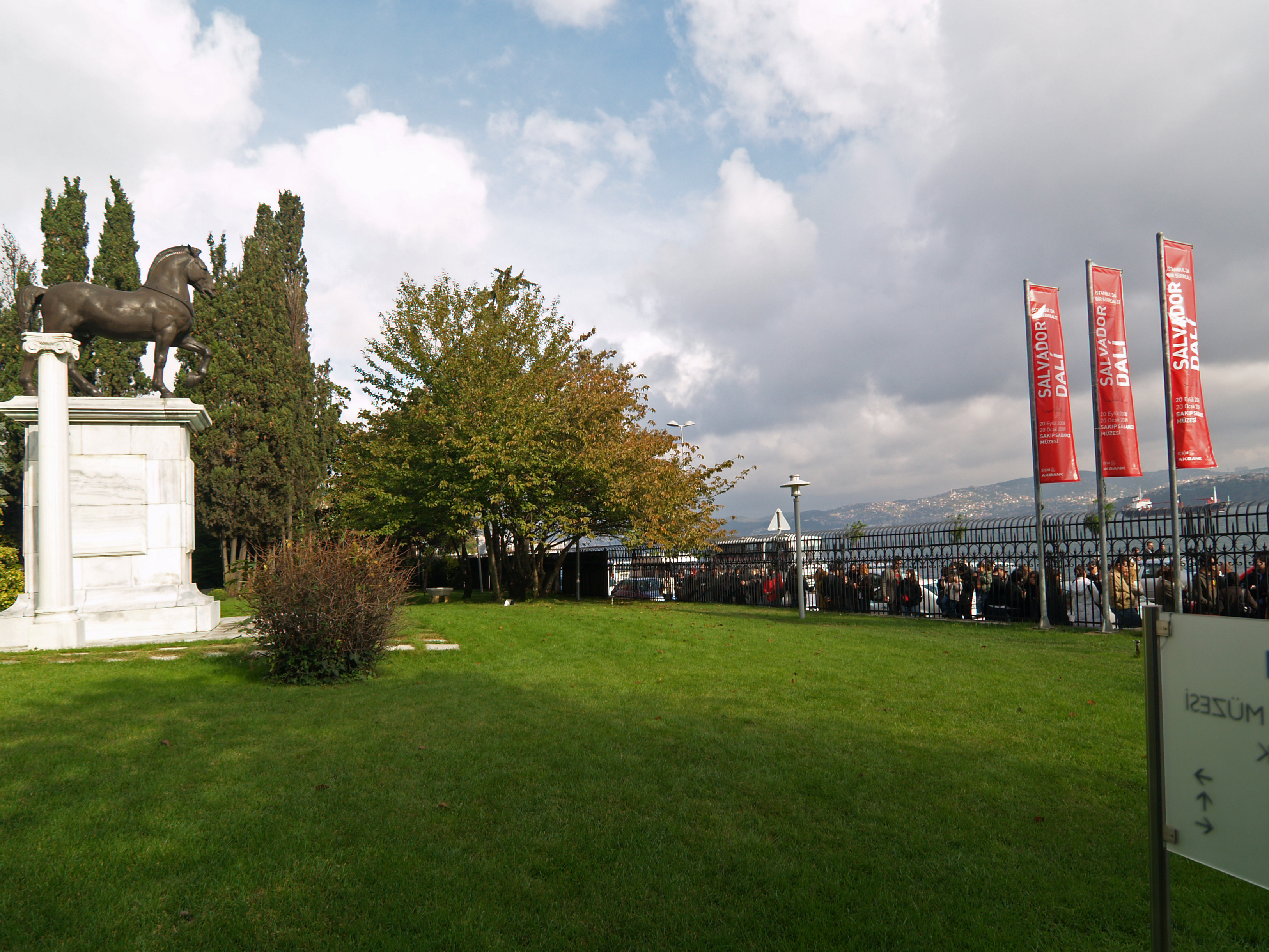
Im Vorgarten des Hauses befindet sich eine Pferdestatue

Das historische zweigeschossige Gebäude gehörte ab 1848 mehreren hochgestellten Paschas und Khediven. 1884 kaufte es die osmanische Staatskasse auf Anweisung von Sultan Abdülhamid II. Der Sultan schenkte es König Nikola I von Montenegro. In den folgenden 30 Jahren nutzte es Montenegro als königliche Residenz und Botschaft. Im Jahr 1913 erhielt es der osmanische Staat zurück. Es wurde Wohnhaus der Enkelin von Sultan Mehmed V. Nach der Gründung der Republik Türkei erwarb der ägyptische Prinz Mehmed Ali Hasan, Enkel des Khediven Ismail Pascha, das heruntergekommene Haus und beauftragte den Architekten Edouard de Nari mit dem veränderten Wiederaufbau. Trotzdem blieb das Gebäude viele Jahre unbewohnt, bis die ältere Schwester des Prinzen 1944 einzog.
Im Jahr 1951 erwarb Hacı Ömer Sabancı, Vater von Sakıp Sabancı und Gründer der Sabancı Holding, das Haus als Sommerresidenz für seine Familie. Im Vorgarten stellte er eine Bronze-Statue eines Pferdes auf, die er bei einer Auktion erworben hatte. Die Plastik schuf Louis-Joseph Daumas 1864 in Paris. Bekannt wurde das Haus als Atlı Köşk („Pferde-Villa“). Sabancı lebte dort mit seiner Familie bis zu seinem Tode im Jahr 1966. Von 1969 bis 1999 bewohnte Sakıp Sabancı mit seiner Familie die Villa.
1998 wurde das Gebäude mit dem Mobiliar und der Kunstsammlung für 49 Jahre an die Sabancı Üniversitesi vermietet. Heute beherbergen das Haus und ein moderner Galerieanbau eine Sammlung von Kunst des 20. und 21. Jahrhunderts.

## Sammlung

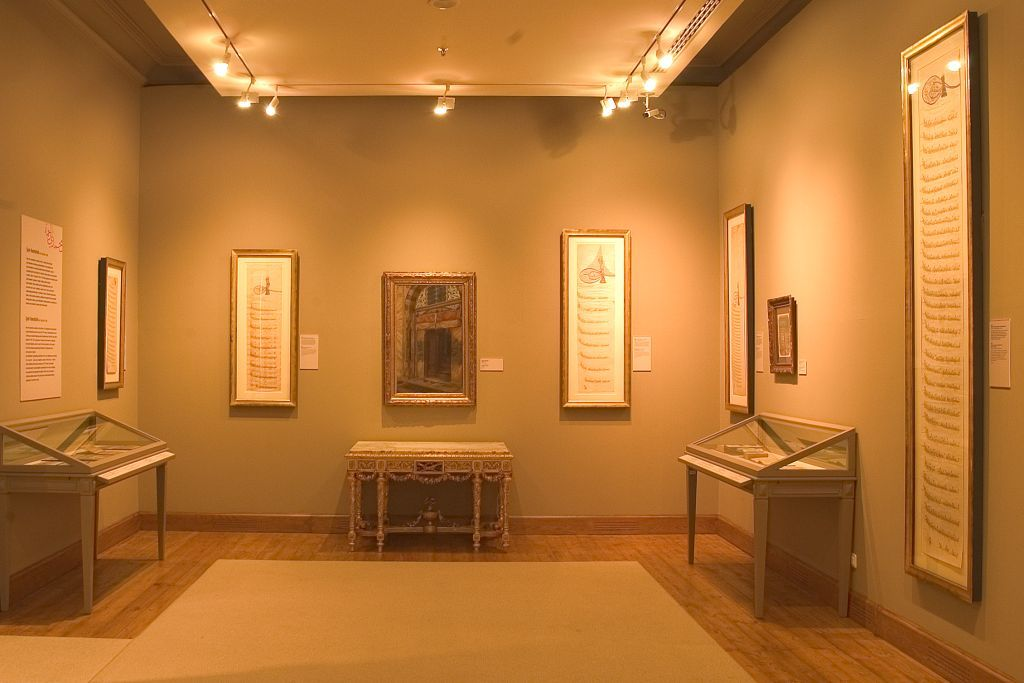
Ausstellungsraum mit osmanischer Kalligraphie

Hacı Ömer Sabancı sammelte zu Beginn ab den 1940er-Jahren vor allem Figurinen, Metallarbeiten, Porzellan, Kunstobjekte und Möbel. Sakıp Sabancı vergrößerte die Sammlung seines Vaters ab den 1970er-Jahren kontinuierlich. Die Sammlung beinhaltet chinesisches Porzellan des 18. und 19. Jahrhunderts, Famille-noire- und Famille-verte-Keramik, polychrome Vasen und dekorative Platten. Zu den wertvollsten Stücken gehören eine Sammlung von französischem Porzellan des 19. Jahrhunderts, darunter einige Sèvres-Vasen und deutsches Porzellan aus Berlin und Wien.
Die Sammlung von Kalligraphien enthält mehr als 400 Exponate osmanischer Kalligraphiekunst aus mehr als 500 Jahren, darunter Koranmanuskripte und Gebetbücher, kalligraphische Paneele, Dekrete, Dokumente, Erklärungen, Siegel, Gedichtbücher und kalligraphische Werkzeuge.
In der Sammlung befinden sich außerdem mehr als 320 Gemälde der osmanischen und der republikanischen Ära der Türkei, darunter Arbeiten von Osman Hamdi Bey, İbrahim Çallı, Halil Pascha, Nazmi Ziya Güran, Şeker Ahmet Paşa, Fikret Mualla und von europäischen Künstlern wie Fausto Zonaro und Ivan Ayvazovsky, die im Osmanischen Reich lebten und arbeiten.

## Wechselausstellungen (Auswahl)
Neben der Dauerausstellung mit Sammlungsexponaten organisiert das Museum auch Wechselausstellungen:
- 2003/04: Partnerschaft der Kraft: Artefakte aus dem Archäologischen Museum Istanbul, Mensch und Pferd
- 2003/04: Von den Medicis bis zum Haus Savoyen: Osmanische Pracht in Florentiner Sammlungen
- 2005/06: Picasso in Istanbul
- 2006: Rodin in Istanbul
- 2007/2008: Die Welt von Abidin Dino
- 2008: Istanbul, Isfahan und Delhi: Drei Hauptstädte islamischer Meisterwerke in der Sammlung des Louvre
- 2008/09 Salvador Dalí: Ein Surrealist in Istanbul
- 2009: Joseph Beuys und seine Studenten: Werke der Deutsche Bank Sammlung
- 2010: Legendäres Istanbul: Von Byzanz bis Istanbul, 8000 Jahre Hauptstadt
- 2012: „Wo Dunkelheit auf Licht trifft...“ Rembrandt und seine Zeitgenossen: Das Goldene Zeitalter niederländischer Kunst
- 2012: CoBrA – 1000 Tage freie Kunst
- 2013: Anish Kapoor in Istanbul
- 2014: Joan Miró. Frauen, Vögel, Sterne
- 2015/16: ZERO. Countdown to the Future
- 2017: Feyhaman Duran – Zwischen zwei Welten
- 2017/18: Ai Weiwei – On Porcelain

## Ausstellungen außerhalb des Museums
Immer wieder ist das Museum auch außerhalb der Türkei mit Ausstellungen vertreten. So waren 2008 Meisterwerke osmanischer Kalligraphie im Alcázar in Sevilla zu sehen. Die Ausstellung „Linien in Gold: Osmanische Kalligraphie aus dem Sakıp Sabancı Museum, Istanbul“ wanderte außerdem in die Real Academia de Bellas Artes de San Fernando in Madrid.

## digitalSSM: Digitales Kunstarchiv
digitalSSM startete im Jahr 2013 zum 10. Geburtstag des Museums. es gehört zu den ehrgeizigsten Projekten des Hauses. Das Archiv stellt online rund 77.000 hochauflösende Bilder der Sammlungsexponate zur Verfügung. Es war die erste digitalisierte Sammlung eines Museums in der Türkei. Die Plattform stellt alle Informationen bereit zur Buch- und Kalligraphiesammlung, zur Gemäldesammlung, außerdem das Abidin-Dino-Archiv und das Emirgan-Archiv. Alle Bilder der Exponate sind frei und ohne Lizenzgebühren zugänglich.

## Gastronomie und Veranstaltungen
2005 zog das seit 1999 in Istanbul bestehende Restaurant Changa mit dem „Müzedechanga“ in das Museum. Das gläserne Restaurant wurde 2007 von Wallpaper* zum besten neuen Restaurant gewählt. Chefköchin ist Pınar Taşdemir.
Mit dem „the Seed“ besitzt das Haus auch ein kleines Konferenz- und Veranstaltungszentrum. Das 1.700 m² große the Seed einen Konzertsaal mit 330 m² und ein Foyer mit 600 m².